# River Don (River Brun)
Der River Don ist ein Wasserlauf in Lancashire, England. Er entsteht als Black Clough südwestlich des Lad Law aus einer Vielzahl kleiner Zuflüsse. Er fließt in westlicher Richtung und wechselt seinen Namen zu Thursden Brook. Nach dem Unterqueren der Cockden Bridge wechselt er seinen Namen zum River Don. Der River Don mündet östlich von Burnley in den River Brun.